# Henri César Auguste Schwiter
Henri César Auguste Schwiter, né le 8 janvier 1768 à Rueil-Malmaison (Hauts-de-Seine), mort le 11 août 1839 à Nancy (Meurthe), est un général français de la Révolution et de l’Empire.

## États de service

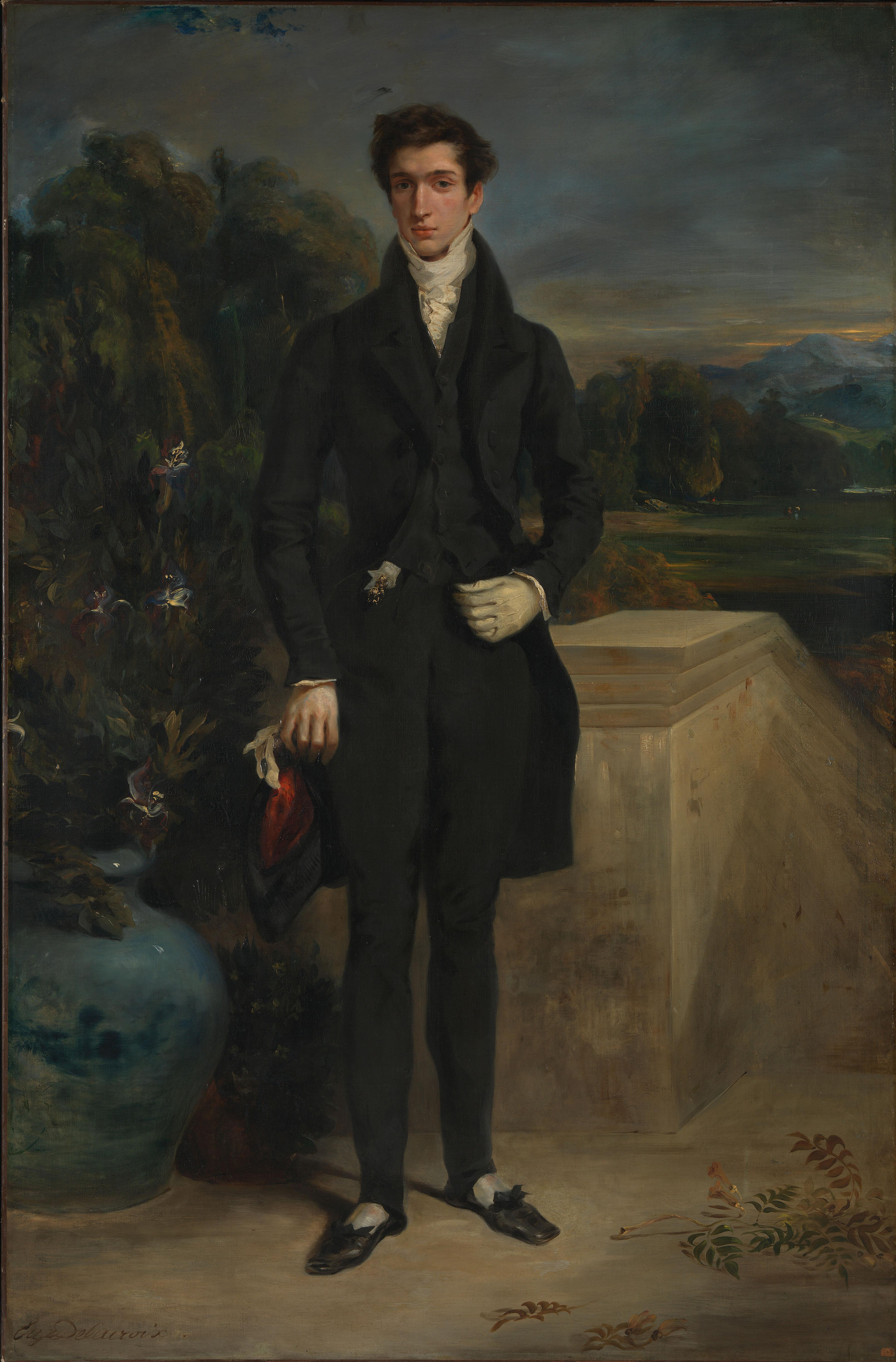
Portrait de son fils par Delacroix (1826-1830)

Enfant de corps au régiment des gardes suisses le 31 juillet 1772, dans le régiment des gardes suisses, il devient caporal le 31 décembre 1785, et le 15 janvier 1792, il passe dans la Garde constitutionnelle de Louis XVI. Le 6 septembre 1792, il est volontaire dans une compagnie des Quatre-Nations, et il est nommé caporal le 11 septembre 1792. Sergent au bataillon du Pont-neuf le 23 septembre, il est promu au grade de sergent-major le 9 novembre 1792, sous-lieutenant le 18 novembre, et capitaine adjudant-major le 3 avril 1793. Le 21 mars 1794, il est affecté à la 88e demi-brigade d’infanterie, à l’armée de la Moselle, et il est blessé le 30 décembre 1795, lors du siège de Mannheim. Le 21 janvier 1796, il passe à la 103e demi-brigade d’infanterie de ligne, et il est capturé par les Autrichiens en juin 1796.
Libéré le 19 juillet 1797, il retourne dans son régiment, et de 1797 à 1801, il sert aux armées du Rhin, d’Helvétie et du Danube. En 1803, il rejoint l’armée de Hanovre, et il est fait chevalier de la Légion d’honneur le 5 novembre 1804. Il reçoit son brevet de chef de bataillon le 2 septembre 1805, au 57e régiment d’infanterie de ligne, et de 1805 à 1807, il fait les campagnes d’Autriche, de Prusse et de Pologne. Il est blessé le 2 décembre 1805, à la bataille d’Austerlitz. Il est nommé colonel le 22 juin 1807, au 55e régiment d’infanterie de ligne, et il est créé baron de l’Empire le 10 septembre 1808.
De 1808 à 1813, il est envoyé à l’armée d’Espagne, et il est blessé de nouveau le 16 mai 1811, à la Bataille d'Albuera. Il est fait officier de la Légion d’honneur le 11 juillet 1807. Il est promu général de brigade le 4 septembre 1812, et le 16 juillet 1813, il prend le commandement de la 2e brigade de la 4e division de l’armée du sud de l’Espagne. Il est gravement blessé et amputé de la jambe gauche le 28 juillet 1813, devant Pampelune, et il est autorisé à rentré en France le 6 octobre 1813.
Lors de la première restauration, le roi Louis XVIII le fait chevalier de Saint-Louis le 1er novembre 1814. Pendant les Cent-Jours, l’Empereur lui confie le 24 avril 1815, l’organisation des régiments d’infanterie dans la 1re division militaire, et le 11 mai 1815, il reçoit le commandement de la place du Havre. Il est remis en non activité au retour des Bourbons.
Entre 1826 et 1830, Eugène Delacroix peint le portrait de son fils Louis-Auguste Schwiter. Cette toile passa à Edgar Degas, et est acquise en 1918 par la Galerie nationale de Londres.
Il meurt le 11 août 1839, à Nancy.

## Dotation
- Le 17 mars 1808, donataire d’une rente de 4 000 francs sur le royaume de Westphalie.

## Armoiries
Le 4e quartier des armoiries assignées sous l'Empire est inspiré des armoiries suisses de la famille Schwiter, connues par un vitrail armorié de l'église paroissiale de Galgenen.
| Figure | Nom du baron et blasonnement |
| ------ | --- |
|        | Armes du baron Henri César Auguste Schwiter et de l'Empire, décret du 17 mars 1808, lettres patentes du 10 septembre 1808, officier de la Légion d'honneur Écartelé; le premier de sinople à l'écusson de sable chargé d'un sauvage au naturel armé d'une massue et surmonté d'un tête de cerf ailé d'argent; au second des barons militaires; au troisième d'argent à la tente de pourpre ouverte et terrassée de sable; au quatrième d'azur à la croix d'argent terrassée de trois montagnes de même entravaillée d'une S. de sable, accompagnée à dextre et à sénestre d'une étoile d'argent - Livrées : noir nuancé, rouge, blanc et violet. |

## Sources
- (en) « Generals Who Served in the French Army during the Period 1789 - 1814: Eberle to Exelmans »
- Thierry Pouliquen, « Les généraux français et étrangers ayant servis [sic] dans la Grande Armée » (consulté le 21 janvier 2015)
- « La noblesse d’Empire » (consulté le 21 janvier 2015)
- « Cote LH/2487/80 », base Léonore, ministère français de la Culture
- Léon Hennet, Les volontaires nationaux pendant la Révolution, tome 3, Paris, Maison Quantin, 1906, p. 17.
- Carnet de Sabretache, volume 5, Paris, J. Leroy éditeur, 1905, p. 45.
- Louis Antoine Michel, Biographie historique et généalogique des hommes marquants de l'ancienne province de Lorraine, Nancy, C.J Hissette, 1829, 536 p. (lire en ligne), p. 465.
- Vicomte Révérend, Armorial du premier empire, tome 4, Honoré Champion, libraire, Paris, 1897, p. 229.
- (pl) « Napoléon.org.pl »
- Georges Six, Dictionnaire biographique des généraux & amiraux français de la Révolution et de l'Empire (1792-1814), vol. 2, Paris, Librairie G. Saffroy, 1934 (lire en ligne), p. 440-441